# Onze-Lieve-Vrouwekapel (Werchter)

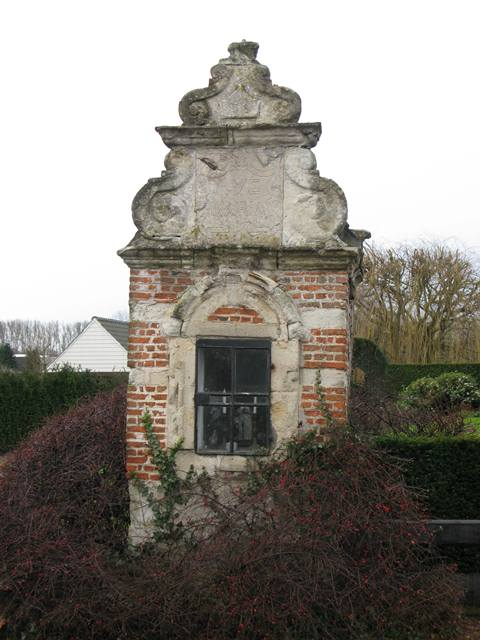
Onze-Lieve-Vrouwekapel

De Onze-Lieve-Vrouwekapel is een kapel in de tot de Vlaams-Brabantse gemeente Rotselaar behorende plaats Werchter, gelegen aan de Hanewijk.
De kapel is gebouwd in barokstijl en als materiaal werd baksteen en zandsteen gebruikt.